# 泉井事件
泉井事件（いずいじけん）とは、石油卸商「泉井石油商会」が絡む汚職事件。

## 概要
泉井石油商会代表の泉井純一をめぐる事件。高級官僚への接待問題や政界への政治献金問題、関西国際空港に絡む贈収賄事件に発展した。

## 一覧
三菱石油・三井鉱山事件
石油取引の仲介手数料名目などで三菱石油と三井鉱山から約64億円の資金が泉井石油商会に流れた事件。
泉井はこの事件で詐欺罪と脱税容疑で起訴されたが、詐欺罪では無罪、脱税では有罪となった。
ベトナム油田事件
ベトナム油田に絡んで、泉井が高級官僚への接待問題や政界への政治献金したとされる疑惑の事件。上述の三菱石油と三井鉱山から流れた金が政官界工作に使われたとされた。
この事件は刑事事件としては立件されなかったが、接待を受けた通産官僚や大蔵官僚が訓告・戒告処分を受けた。
関空汚職事件
関西国際空港の清掃業務に絡み、泉井石油商会が服部経治社長に賄賂を贈った事件。
泉井と服部が賄賂罪で立件され、有罪判決を受けた。

## 関連書籍
- 広瀬隆『私物国家』光文社、2007年。ISBN 9784334780012。
- 泉井純一『夢のまた夢 ナニワのタニマチ』講談社、2008年。ISBN 9784062145596。